# Mariano da Torino
Mariano da Torino, o semplicemente Padre Mariano, al secolo Paolo Roasenda (Torino, 22 maggio 1906 – Roma, 27 marzo 1972), è stato un presbitero, conduttore radiofonico, conduttore televisivo e frate cappuccino italiano, attivo in Rai dagli anni cinquanta agli anni settanta.
Il suo saluto ai telespettatori e ai radioascoltatori, "Pace e bene a tutti",  è entrato nell'immaginario collettivo.

## Biografia
Nato a Torino il 22 maggio 1906, da Giovanni Rosaenda, magistrato, e Angela Rustichelli, entrambi nativi di Cuneo, dopo la frequentazione del Ginnasio Liceo Camillo Benso di Cavour del capoluogo piemontese, si iscrisse alla Facoltà di Lettere, dove fu allievo di Gaetano De Sanctis.
Si laureò in Lettere all'Università degli Studi di Torino nel 1927, « a 21 anni, e subito, nel 1928, vinse il concorso per l'abilitazione all'insegnamento, tanto da essere il più giovane professore di Lettere greche e latine d'Italia.
Dopo aver insegnato, negli anni trenta, latino e greco nel liceo di Pinerolo e nel regio Liceo Ginnasio "Conti Gentili" di Alatri, e aver pubblicato diversi studi di critica letteraria e di storia cristiana antica, insieme a saggi, commedie e biografie, divenne membro dell'Azione Cattolica Giovanile dal 1917 al 1940, anno nel quale entrò nell'ordine dei Frati Minori Cappuccini, nel convento di Fiuggi, assumendo il nome di fra Mariano; il 12 gennaio 1942 emise i voti semplici; il 29 luglio 1945 ricevette l'ordinazione presbiterale. A Fiuggi tornò molte volte, anche negli anni 60, dove periodicamente teneva conferenze davanti a migliaia di persone che frequentavano le Terme. La piazza antistante il convento di Fiuggi porta il suo nome. Per ricordare la sua presenza, durante i lavori di ristrutturazione del convento, è stato eretto un busto in marmo collocato tra le rocce che contornano il sito.
Inviato a Roma, « frequentò la Facoltà di teologia al Pontificium Institutum Internationale Angelicum, il futuro Pontificia Università San Tommaso d'Aquino, Angelicum, e conseguì il baccellierato il 30 luglio 1949 con una tesi dal titolo (...) Essenza e valore dell'umiltà nella vita interiore ».
Eletto definitore nel Capitolo del 3 luglio 1952, iniziò la sua opera evangelizzatrice ed educativa nel 1949: dopo le sue prime trasmissioni radiofoniche, Il quarto d'ora della serenità, alla Radio vaticana e Sorella radio, per la Radio italiana, divenne popolare in televisione nel 1955, con Sguardi sul mondo, rubrica religiosa che in seguito cambiò nome, per diventare, nel 1959, La posta di Padre Mariano, programma che lo fece conoscere e amare dal grande pubblico. Nello stesso periodo condusse altri due programmi, In famiglia e Chi è Gesù. Torna in radio nel programma Ascolta, si fa sera.

### Morte e beatificazione
Morì il 27 marzo 1972 (lunedì santo) e venne tumulato, inizialmente al cimitero del  Verano, causa la vasta popolarità  del suo personaggio, la sua tomba si riempiva di fiori, lettere e oggetti. In seguito si decise di portarlo (16 febbraio 1985) nella chiesa di Santa Maria Immacolata a via Veneto dei Padri Cappuccini a Roma.
La sua fama ha spinto la Chiesa ad avviare l'iter di beatificazione. L'11 maggio 1991 si è concluso il processo diocesano alla presenza del cardinale Camillo Ruini. Papa Benedetto XVI ha firmato il 15 marzo 2008 il decreto che riconosce le virtù eroiche di padre Mariano, oggi Venerabile.

## Opere
- Paolo Roasenda, Pagine Costantiniane. Ricerche storiche sui primi anni del regno di Costantino (306-313 d.C.), (Tesi di Laurea in Lettere - Torino 1927) - Roma 1991, pp. 136
- Padre Mariano da Torino, Essenza e valore dell'umiltà nella vita interiore, (Tesi di Laurea in Teologia - Roma 1949) - Roma 1988, pp. 160
- Padre Mariano da Torino, La posta di Padre Mariano, 6 voll., Cesca, Roma, 1968-69
- Padre Mariano da Torino, Fede e vita cristiana (10 Teleconversazioni - Roma 1990), - Ristampa, Roma, 2006, pp. 296
- Roasenda Paolo, Assoluto e relativo. Scritti spirituali per i giovani, 522 pp., Editore Istituto Storico dei Cappuccini (collana Miscellanea di testi cappuccini), 2007
- Roasenda Paolo, Mondo classico e coscienza cristiana. Saggi di letteratura, 457 pp., Editore Istituto Storico dei Cappuccini (collana Miscellanea di testi cappuccini), 2009
- Roasenda Paolo, Ombre e luci della saggezza antica. Commenti a Orazio e Cicerone, 398 pp., Editore Istituto Storico dei Cappuccini (collana Miscellanea di testi cappuccini), 2010
- Padre Mariano da Torino, In dialogo. La posta di padre Mariano, 558 pp., Editore Istituto Storico dei Cappuccini (collana Miscellanea di testi cappuccini), 2010
- Padre Mariano da Torino, Testimoni dell'Infinito. Saggi teologici, 535 pp., Editore Istituto Storico dei Cappuccini (collana Miscellanea di testi cappuccini), 2010
- Padre Mariano da Torino, Germogli di vita sul Radiocorriere-TV, 621 pp., Editore Provincia Romana Frati Minori Cappuccini, 2011
- Padre Mariano da Torino, Il mistero o l'assurdo? La mia vita per il Vangelo, 554 pp., Editore Provincia Romana Frati Minori Cappuccini, 2012
- Padre Mariano da Torino, Pace e bene a tutti! Rubriche televisive, 677 pp., Editore Provincia Romana Frati Minori Cappuccini, 2012
- Padre Mariano da Torino, Epistolario e frammenti vari, 623 pp., Editore Provincia Romana Frati Minori Cappuccini, 2012

## Discografia

### Singoli
- Colei che più vale (Durium, 7")
- Perché il divorzio? Riflessioni a voce alta di Padre Mariano (Edizioni Paoline, 7")

### Album
- 1982 - Ultime conferenze: “Attualità di Gesù” – “Mistero cristiano”, (cura di Antonio Solinas), (Edizioni Paoline, 2MC)
- 1989 - Antonio Ugenti Padre Mariano da Torino. Il “Santo” della TV (Edizioni Paoline, 2MC)
- 1992 - Osiamo dire: Padre, (a cura di Antonio Ugenti) (Edizioni Paoline, 2MC)

## Videografia
- Carlo De Biase, I due volti di Padre Mariano da Torino, l'apostolo dei mass media, Videocassetta (1991)
- Pace e Bene a tutti, Videocassetta (1995) sulla vita di Padre Mariano, Testo di Rinaldo Cordovani, Regia di Carlo e Paola De Biase, Durata 25'
- Padre Mariano da Torino, Il meglio della sua TV, Videocassetta, 1999, Regia di Carlo e Paola De Biase, Durata 33'
- Il Vangelo in onda, DVD, 2006, prodotto da Nova T – Rai –, Provincia Romana Frati Minori Cappuccini, Durata 120'
- Il primo Venerabile della TV. Padre Mariano da Torino, DVD, 2008, prodotto da Provincia Romana Frati Minori Cappuccini, Durata 100'